# MKAD
La MKAD (en russe : МКАД, acronyme de Московская Кольцевая Автомобильная Дорога, Moskovskaïa Koltsevaïa Avtomobilnaïa Doroga, ou en français «voie périphérique automobile de Moscou», ou «autoroute en anneau de Moscou»), est une autoroute périphérique de la ville de Moscou, en Russie.

## Historique
Dans les années 1950, la croissance de la circulation automobile dans la région de Moscou conduisit les planificateurs de la principale métropole de la RSFS de Russie à concevoir une route de contournement pour rediriger le trafic des grands axes qui passaient par la ville. Ouverte en 1961, la MKAD avait quatre voies asphaltées et une longueur de 108,9 kilomètres, en suivant les limites de la ville. La MKAD n'était pas encore une autoroute, mais comportait des échangeurs aux principales intersections, très peu de feux de circulation et sa vitesse était limitée à 100 km/h. Les conducteurs l'avaient surnommée « la route de la mort » en raison de son très mauvais éclairage.
Jusqu'aux années 1980, la MKAD servit de frontière administrative à la ville de Moscou. Ensuite, la ville de Moscou commença à annexer des territoires situés à l'extérieur du périphérique. Ouverte en décembre 2002, la station de métro Boulevard Dmitriia Donskogo, sur la Ligne Boutovskaïa, est la première station du métro de Moscou située au-delà de la MKAD.
En 1995–1997, la MKAD a été élargie, passant des quatre voies d'origine à dix voies, tandis que tous les carrefours étaient aménagés. Des ponts furent construits pour les piétons et les feux de circulation furent supprimés. Une solide barrière en béton sépare désormais les deux chaussées. Depuis 2001, les véhicules lents n'ont plus le droit d'emprunter la MKAD et l'autoroute rénovée a une désignation autoroutière attribuée par la mairie de Moscou.

### Reconstruction du MKAD (années 2010)
En 2011, le gouvernement de Moscou a décidé de lancer une reconstruction complète du MKAD (ceinture périphérique de Moscou). D'ici la fin de 2016, dans le cadre du Programme d'investissement ciblé (AIP), il était prévu de construire et de reconstruire 11 échangeurs sur le MKAD,,.

### Projet de reconstruction
- La reconstruction des échangeurs prévoit le remplacement des échangeurs en «trèfle» par des bretelles directionnelles, ce qui devrait augmenter la vitesse de circulation[6],[7],[8].
- Construction de voies parallèles (doublons) à proximité des grands centres commerciaux et de bureaux (voies latérales supplémentaires de 2 à 4 voies avec des échangeurs pour demi-tours)[9].
- Ajout de voies de décélération et d'accélération sur certaines sections du MKAD.
- Sur les sections où le nombre de voies d'entrée et de sortie de la ville est inégal, des voies supplémentaires seront aménagées pour optimiser le flux de circulation[10].

### Réalisations
- En décembre 2012, la reconstruction de l'échangeur à l'intersection du MKAD et de l'autoroute de Leningrad a été achevée, et un nouvel échangeur a été construit à l'intersection du MKAD et de la rue Podolskikh Kursantov[11],[12],[13],[14].
- En décembre 2013, la construction d'un échangeur à cinq niveaux à l'intersection du MKAD, de la chordale Nord-Est et de l'autoroute Moscou-Saint-Pétersbourg a été achevée. Cet échangeur a été nommé Bousinovskaya d'après le quartier voisin.

### Échangeurs reconstruits depuis 2014
- À l'intersection avec l'avenue Volgograd.
- À l'intersection avec l'autoroute Dmitrov[15],[16].
- À l'intersection avec l'autoroute Mjaisk (un projet couvrant deux sujets fédéraux: Moscou et l'oblast de Moscou). La section moscovite a été achevée à l'intersection avec l'avenue Mitchourinski[17],[18].

### Nouvelle numérotation
Depuis février 2014, une nouvelle numérotation des sorties du MKAD est en vigueur.

## Caractéristiques de la ligne principale
Le MKAD (ceinture périphérique de Moscou) a une largeur de 10 voies (cinq dans chaque direction) :
- 2 voies de gauche de 3,5 mètres de large;
- 3 voies de 3,75 mètres de large;
- Une bande d'arrêt d'urgence de 2 à 3 mètres à droite.

La longueur totale du MKAD est de 108,9 km, avec une distance moyenne du centre-ville de 17,35 km. La construction a été réalisée selon les normes NiTU 128-55 pour les routes de catégorie technique première :
- Largeur de la chaussée : 24 mètres;
- Largeur des voies : 3,5 mètres;
- Nombre de voies : 4;
- Largeur de la bande centrale séparatrice : 4 mètres;
- Largeur des bandes d'arrêt d'urgence : 3 mètres chacune;
- Gabarit des ponts et viaducs : 21 mètres;
- Hauteur libre sous les viaducs : 4,5 mètres.

### Classification et réglementation
Dans le Plan général de développement de Moscou et de l'oblast de Moscou jusqu'en 2010, le MKAD a été classé comme une artère principale de première classe, conçue pour un trafic mixte continu avec une vitesse autorisée de 100 km/h (vitesse de conception : 150 km/h). Les passages piétons sont aménagés à des niveaux différents. En février 2014, un système de numérotation numérique des sorties a été introduit : les sorties vers le centre de Moscou sont marquées par des nombres pairs, et celles vers l'oblast de Moscou par des nombres impairs.

### Problématiques de circulation
Malgré son statut de l'une des routes les plus modernes et à la plus grande capacité de la région, le MKAD est régulièrement confronté à des embouteillages. Les causes principales sont :
1. Capacité insuffisante des sorties :
  - Conception initiale avec des échangeurs en «trèfle», où l'entrée précède la sortie sur la même voie[19].
2. Absence de zones d'arrêt d'urgence pour les véhicules en panne.
3. Manque de connexions entre les districts voisins, obligeant les automobilistes à utiliser le MKAD comme route interquartiers, surtout aux heures de pointe.
4. Problèmes de traversée pour les piétons et les cyclistes :
  - Nombre insuffisant de passages souterrains (seulement 4 construits) ;
  - Passages aériens souvent sans ascenseurs fonctionnels, malgré les plans initiaux.
5. Difficultés hivernales :
  - Enneigement et patinage des poids lourds sur les rampes d'accès.
6. Localisation problématique des centres commerciaux :
  - Hypermarches et entrepôts situés près du MKAD attirent un trafic supplémentaire, aggravant la congestion.
7. Fermetures fréquentes pour les convois officiels :
  - Les cortèges gouvernementaux empruntant des axes comme l'avenue Lénine, la route de Roublevo ou la route de Kachira perturbent régulièrement le trafic[19].

## Bâtiments remarquables et lieux de mémoire

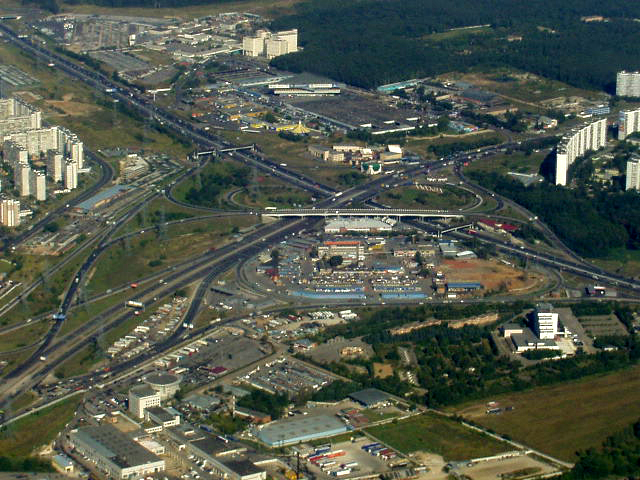
Principal échangeur de la MKAD au sud de Moscou
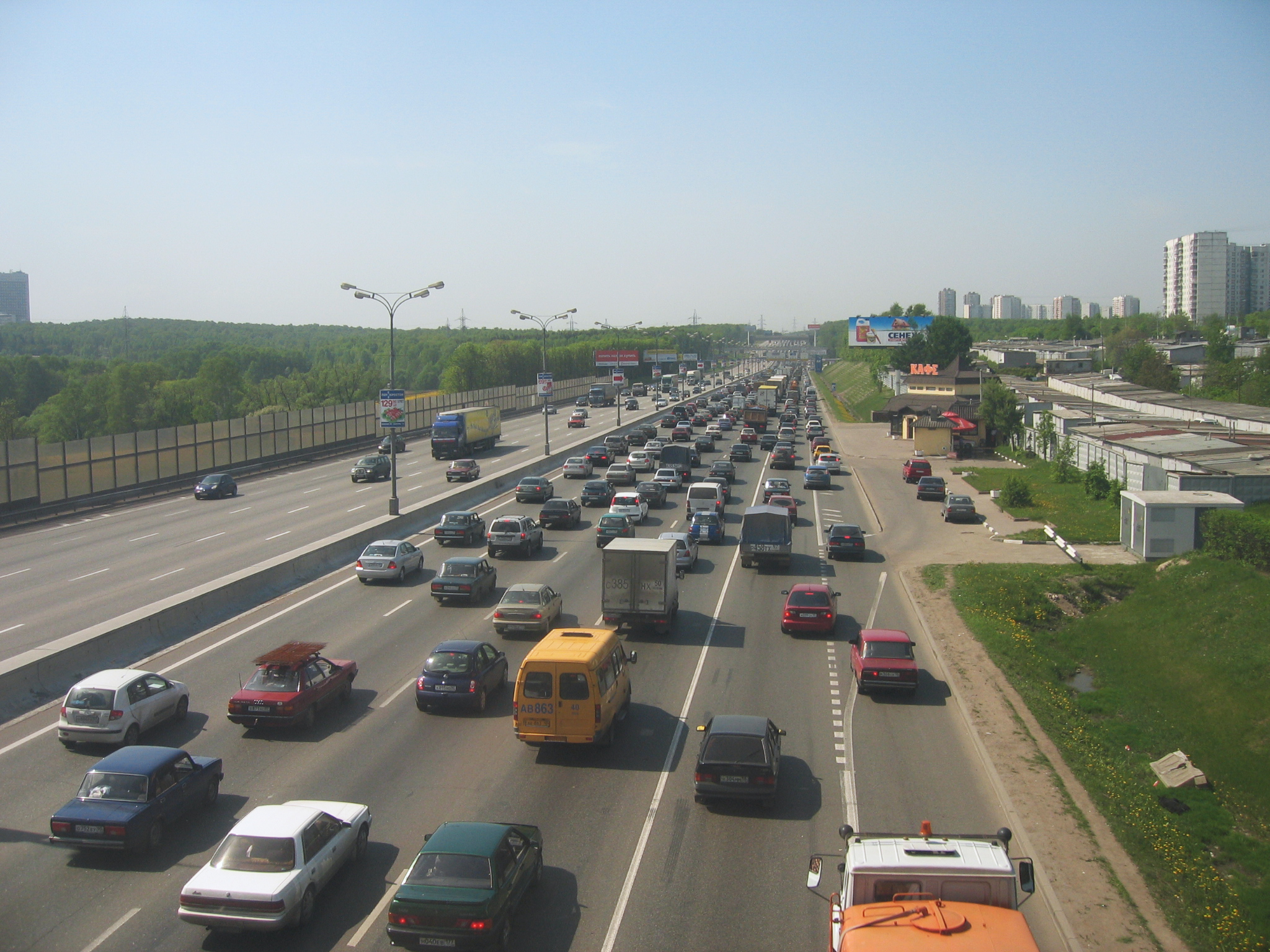
Heure de pointe sur la MKAD
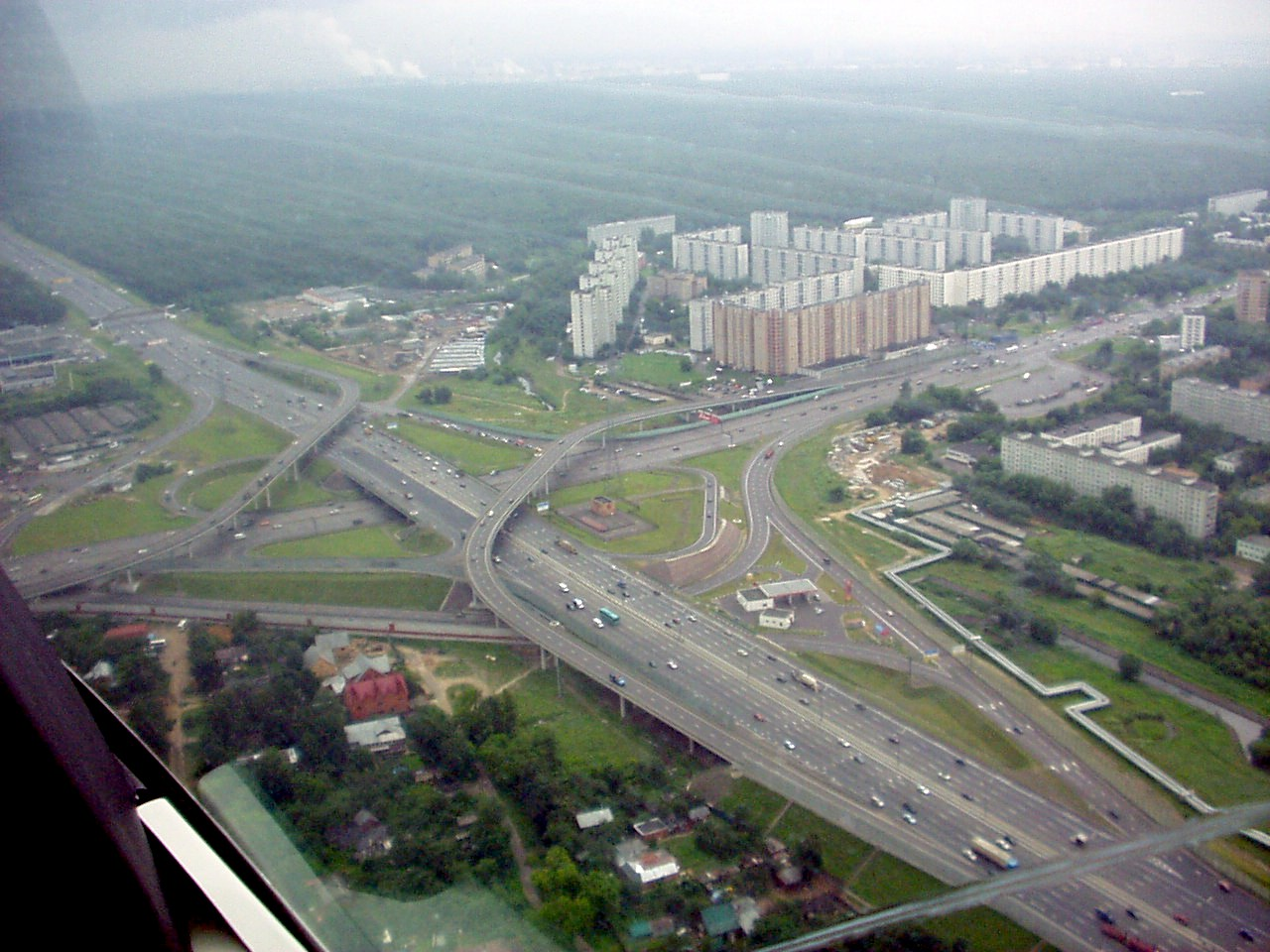
Échangeur de Iaroslavka